# 硝子の葦
『硝子の葦』（がらすのあし）は、桜木紫乃による小説。ラブホテルを経営する40歳近く歳の離れた母の愛人だった男と結婚した女の平穏だが色彩に乏しい日常生活が、夫の交通事故をきっかけに大きく崩れ始める。

## あらすじ
釧路湿原を臨むラブホテル「ホテルローヤル」を経営する幸田喜一郎は40歳近く歳の離れた節子と三度目の結婚。その節子は、喜一郎の庇護のもと、一見、淡々と暮らしてきた。しかし、実は喜一郎は母・律子の元愛人。節子はホテルの顧問税理士・澤木昌弘と不倫関係を続けているなど、節子の周囲の人間関係は複雑だ。
ある日、節子が澤木と情事にふけっていた時間、喜一郎が海岸沿いの道路で事故を起こし意識不明の重体となった。なぜ、喜一郎がその方向へ車を走らせたのか。節子の頭の中にある考えがひらめく。まさか、律子のところへ行ったのではないか。やがて病院にやってきた律子に罵倒された節子は、送っていった律子の家の中で、過去虐待を受けてきたことへの憎しみや色々と押し込めてきた思いを爆発させ、ついに律子を手にかけてしまう。
節子の属する短歌会で、いつもは節子の歌に批判的なグループに属する佐野倫子が、なぜか、その日の披講会で節子の味方をする。倫子とまゆみは佐野渉という裕福な実業家の家族で、幸せな家庭生活を送っているようだが、実は、渉は借金に悩み、家族へのDVを繰り返していた。倫子は節子に助けを求めていたのだ。最初は無視しようとしていた節子。しかし、強引にまゆみを預からされ、まゆみの体の傷を見た時に考えを変えた。そして、喜一郎の前妻の娘で、節子の義理の娘でもある梢のもとにまゆみを連れていく。梢は大麻を吸うような乱れた生活を送っており、節子に反発してきていたが、心根は優しく、やがてまゆみをかわいがり始めた。けれどもまゆみはいなくなってしまう。
節子は、倫子とまゆみを渉から解放しようと、佐野家に乗り込む。そして、倫子にメッセージを添えて睡眠薬を渡した。あとはその意味に気づいて倫子が渉の飲むコーヒーにそれを入れるかどうか。緊張しながら時をすごしていた節子の前で渉は倒れた。節子と倫子は渉を浴槽に沈め自殺を偽装する。
完全犯罪を成し遂げたつもりの節子だったが、刑事・都築だけはその行動を不審に感じていた。都築は澤木の元を訪れ探りを入れ始める。澤木は節子を問いただすが、節子は何も答えず澤木に別れを告げた。今更ながら節子と喜一郎の結婚を受け入れたことを後悔する澤木。しかし、節子は母の経営していたスナックで爆発とともに姿を消してしまった。そして数か月後、澤木のもとに一通の手紙が届く。

## 登場人物
幸田 節子（こうだ せつこ）
ラブホテル「ホテルローヤル」を経営する喜一郎は夫で母・律子と元は愛人関係にあった。趣味は短歌。元雇い主・澤木とは愛人関係。
幸田 喜一郎（こうだ きいちろう）
節子の夫。節子の母・律子と元は愛人関係にあった。妻とは三度目の結婚。
藤島 律子（ふじしま　りつこ）
節子の母。娘の夫・喜一郎と元は愛人関係にあった。かつては節子を虐待。
幸田 こずえ（こうだ こずえ）
喜一郎の前妻の娘。歳の近い節子とはなさぬ仲。
佐野 渉（さの わたる）
アンティークショップ経営。一見、倫子とまゆみの理想の夫。
佐野 倫子（さの みちこ）
節子の属する短歌会のメンバー。節子とは異なる派閥に属している。
都築（つづき）
刑事。節子の行動を疑いしつこく追ってくる。
澤木 昌弘（さわき まさひろ）
「ホテルローヤル」顧問税理士。今は節子の愛人で元雇い主。

## 書籍情報
- 単行本：新潮社、2010年9月30日、ISBN 9784103277217
- 文庫本：新潮文庫、2014年6月1日、ISBN 9784101254821

## テレビドラマ
2015年2月21日(土)から3月14日までWOWOW「ドラマW土曜オリジナルドラマ」枠で放送された。全4話。

### キャスト
- 幸田節子 - 相武紗季 [2]
- 澤木昌弘 - 小澤征悦
- 幸田喜一郎 - 奥田瑛二
- 佐野倫子 - 中村ゆり
- 幸田梢 - 森川葵
- 佐野まゆみ - 渡邉このみ
- 佐野渉 - 小林且弥
- 都築刑事 - 千葉哲也
- 宇津木とし子 - 木野花
- 藤島律子 - 多岐川裕美
- 本田聡子 - 吉本菜穂子
- ベーカリーの節子 - かでなれおん

### スタッフ
- 監督 - 三島有紀子
- 原作 - 桜木紫乃
- 脚本 - 永田優子
- 音楽 - めいなCo.
- 撮影 - 木村信也
- 録音 - 浦田和治
- 編集 - 加藤ひとみ
- プロデューサー - 井上衛、森川真行、石塚清和
- 短歌監修 - ナイル短歌工房

| WOWOW 土曜オリジナルドラマ 連続ドラマW   | WOWOW 土曜オリジナルドラマ 連続ドラマW | WOWOW 土曜オリジナルドラマ 連続ドラマW |
| 前番組                                   | 番組名                                 | 次番組                                 |
| ---------------------------------------- | -------------------------------------- | -------------------------------------- |
| 贖罪の奏鳴曲 （2015年1月24日 - 2月14日） | 硝子の葦 （2015年2月21日 - 3月14日）   | 闇の伴走者 （2015年4月11日 - 5月9日）  |